# War in Middle Earth
War in Middle Earth, presentato anche come J. R. R. Tolkien's War in Middle Earth sulle confezioni, è un videogioco di strategia in tempo reale basato sulla saga Il Signore degli Anelli pubblicato dalla società australiana Melbourne House nel 1989 e disponibile per i computer Amiga, Apple IIGS, Atari ST, Amstrad CPC, Commodore 64, MS-DOS, MSX e Sinclair ZX Spectrum.

## Modalità di gioco
Come da titolo ("guerra nella Terra di Mezzo"), il gioco è un wargame che rappresenta gli scontri definitivi tra gli alleati del bene e le forze di Sauron nella saga letteraria, con la presenza di molti specifici personaggi individuali. Può partecipare un solo giocatore che controlla le forze del bene, inizialmente più deboli ma in possesso dell'Unico Anello. L'obiettivo finale è portare l'anello al Monte Fato, mentre si viene sconfitti se i nemici riescono a impadronirsi dell'anello e portarlo alla fortezza di Barad-dûr oppure riescono a conquistare abbastanza roccaforti del bene.
Le versioni per i computer a 8 bit (Amstrad CPC, Commodore 64, MSX, Spectrum) differiscono significativamente da quelle a 16 bit (Amiga, Apple IIGS, Atari ST, DOS), in particolare mancano gli aspetti di avventura dei personaggi e le battaglie sono condotte in modo diverso.
Il gioco è visualizzato su 3 livelli, sempre con sistema di controllo tramite cursore:
- Una mappa a larga scala, dove è possibile vedere tutte le forze schierate nella Terra di Mezzo come puntini.
- Una mappa di campagna, a scala più ridotta, che mostra una porzione alla volta del territorio con scorrimento in tutte le direzioni. Qui le unità sono rappresentate con simboli ed è possibile impartire degli ordini a personaggi ed eserciti.
- Uno scenario di animazione, dove è possibile controllare i personaggi da vicino facendoli interagire con persone e oggetti oppure combattere. Sugli 8 bit questo livello è solo per il combattimento.

A livello di animazione (16 bit) si ha una componente di avventura ed è possibile avere incontri amichevoli con personaggi che danno offerte o informazioni, in particolare sarà necessario convincere altre forze a unirsi alla propria causa. In caso di incontri ostili si verificano invece le battaglie.
Per ciascun combattente, sia esso un personaggio o un gruppo omogeneo di armigeri anonimi, si possono selezionare quattro tattiche: ingaggiare (un attacco prudente, azione di default), caricare, indietreggiare o ritirarsi. Uno dei personaggi in particolare può essere il latore dell'anello. 
Sugli 8 bit vengono mostrati numerosi soldati in campo e il giocatore può selezionarli e farli muovere singolarmente per attaccare specifici avversari.